# Ivan Puzić
Ivan Puzić (* 15. Februar 1996 in Zagreb) ist ein kroatischer Eishockeyspieler, der seit 2021 für den KHL Sisak spielt. Seit 2024 spielt er mit dem Klub in der Alps Hockey League, kommt aber weiterhin auch der kroatischen Eishockeyliga zum Einsatz.

## Karriere
Ivan Puzić begann seine Karriere als Eishockeyspieler in seiner Geburtsstadt Zagreb im Nachwuchsbereich des KHL Zagreb. 2010 wechselte er nach Tschechien in die Juniorenabteilung des HC Vítkovice, wo er 2012 tschechischer U18-Meister wurde und in der Saison 2016/17 in der Extraliga debütierte. Bereits seit 2015 wurde er zeitweise an unterklassige Herrenteams verliehen. Kurz vor den Playoffs 2018 kehrte er in seine Heimatstadt zurück, wo er beim KHL Medveščak Zagreb in der Österreichischen Eishockey-Liga spielte. Bereits im folgenden Dezember zog es ihn jedoch nach England, wo er bei Coventry Blaze die Saison beendete. Es folgten Stationen in Polen und Frankreich. 2021 wechselte er zum KHL Sisak, mit dem er zunächst in der International Hockey League (IntHL) und der kroatischen Eishockeyliga spielte. 2024 wechselte er mit dem Klub von der IntHL in die Alps Hockey League.

### International
Für Kroatien nahm Puzić im Juniorenbereich an der U20-Weltmeisterschaften 2016 in der Division II teil. 
Im Herrenbereich stand er erstmals im Aufgebot seines Landes beim Turnier der Division I im selben Jahr. Auch bei der Weltmeisterschaft 2018 spielte er in der Division I, während er 2022, als er zum besten Spieler seiner Mannschaft gewählt wurde, in der Division II spielte. Zudem vertrat er seine Farben bei den Qualifikationsturnieren für die Olympischen Winterspiele in Pyeongchang 2018, in Peking 2022 und in Mailand 2026.

## Erfolge und Auszeichnungen
- 2012 Tschechischer U18-Meister mit dem HC Vítkovice